# En vred mand
En vred mand er en dansk kortfilm fra 2015, der er instrueret af Jannik Dahl Pedersen efter manuskript af ham selv og Mie Skjoldemose Jakobsen.

## Handling
Et selvhjælpsbånd leder den vattede Lars ud på en køretur med sin far. Deres forhold har altid været anstrengt, og det bliver ikke bedre, da de undervejs bliver konfronteret med både stærke kvinder, en selvudråbt guru og deres fortrængte fortid. Båndet fører Lars på afveje, hvor han aldrig før har været, men hvordan holder man fatning og retning på livets uransaglige landeveje, når man er vant til at være den, der bliver kørt over?

## Medvirkende
- Sune Geertsen, Lars
- Henrik Larsen, Poul
- Peder Holm Johansen, Guru Søren
- Louise Davidsen, Kvinde på rasteplads
- Pernille Højmark, Kromutter
- Jytte Kvinesdal, Susanne